# Guamaní
Guamaní es un barrio del municipio de Guayama, Puerto Rico. Según el censo de 2020, tiene una población de 1152 habitantes.

## Geografía
El barrio está ubicado en las coordenadas 18°2′9″N 66°6′22″O / 18.03583, -66.10611. Según la Oficina del Censo de los Estados Unidos, tiene una superficie total de 15.0 km², que corresponden a tierra firme.

## Demografía
Según el censo de 2020, hay 1152 personas residiendo en el barrio. La densidad de población es de 76.8 hab./km². El 17.10% de los habitantes son blancos, el 7.99% son afroamericanos, el 1.13% son amerindios, el 31.25% eran de otras razas y el 42.53% son de una mezcla de razas. Del total de la población, el 98.70% son hispanos o latinos de cualquier raza.